# Tunfeu
Tunfeu is een bestuurslaag in het regentschap Kupang van de provincie Oost-Nusa Tenggara, Indonesië. Tunfeu telt 1452 inwoners (volkstelling 2010).